# Mały Komorsk
Mały Komorsk – wieś kociewska w Polsce położona w województwie kujawsko-pomorskim, w powiecie świeckim, w gminie Nowe. Miejscowość jest siedzibą sołectwa Mały Komorsk, w którego skład wchodzą również miejscowości Pastwiska i Piaski. Według Narodowego Spisu Powszechnego (III 2011 r.) wieś liczyła 340 mieszkańców. Jest siódmą co do wielkości miejscowością gminy Nowe.
W latach 1975–1998 miejscowość administracyjnie należała do województwa bydgoskiego.
W 1637 roku w miejscowości osiedlili się mennonici. Mieli oni za zadanie zagospodarować obszary w dolinie Wisły, która dotąd często była zalewana przez rzekę. Osiedlali się oni na tych ziemiach na prawie holenderskim. Oznacza to, że mogli oni czerpać zyski z tytułu dzierżawy, ale bez prawa do własności ziemi i bez możliwości nabycia jej przez zasiedzenie.